# Ulrich von Bismarck
Ulrich von Bismarck (* 11. März 1844 in Briest; † 26. Oktober 1897 in Darmstadt) war ein preußischer Generalmajor.

## Leben

### Herkunft
Er stammt aus dem altmärkischen Adelsgeschlecht Bismarck. Seine Eltern waren Wilhelm von Bismarck (1803–1877), Erbherr auf Briest und Welle, und dessen erste Ehefrau Wilhelmine, geborene Gräfin von der Schulenburg (1804–1844).

### Militärkarriere
Bismarck trat am 23. April 1861 aus dem Kadettenkorps kommend als Sekondeleutnant in das 2. Magdeburgische Infanterie-Regiment Nr. 27 der Preußischen Armee ein. Im April 1866 stieg er zum Bataillonsadjutanten auf, nahm in dieser Stellung im selben Jahr während des Krieges gegen Österreich an der Schlacht bei Münchengrätz teil und wurde bei Königgrätz verwundet. Seine Leistungen wurden durch die Verleihung des Roten Adlerordens IV. Klasse mit Schwertern gewürdigt. Nach dem Friedensschluss war Bismarck vom 21. September 1866 bis zum 24. September 1867 Regimentsadjutant und fungierte anschließend als Adjutant der 9. Infanterie-Brigade. Als solcher nahm Bismarck, zwischenzeitlich zum Premierleutnant befördert, 1870/71 am Krieg gegen Frankreich teil. Er wurde in den Schlachten bei Spichern, Vionville, Gravelotte, Beaune-la-Rolande, Orléans sowie Le Mans eingesetzt und mit beiden Klassen des Eisernen Kreuzes ausgezeichnet.
Mit seiner Versetzung am 25. April 1872 in das 2. Garde-Regiment zu Fuß wurde Bismarck zum Hauptmann befördert und als Kompaniechef verwendet. Daran schloss sich vom 22. März 1881 bis zum 19. Januar 1884 ein Kommando als Adjutant beim Generalkommando des Gardekorps an. Als Major wurde Bismarck anschließend Kommandeur des I. Bataillons im 3. Garde-Grenadier-Regiment „Königin Elisabeth“. Im Jahr darauf folgte seine Versetzung als Kommandeur des II. Bataillons in das Kaiser Alexander Garde-Grenadier-Regiment Nr. 1 sowie am 19. September 1888 die Beförderung zum Oberstleutnant. Einen Monat später kam Bismarck als etatsmäßiger Stabsoffizier in das 2. Magdeburgische Infanterie-Regiment Nr. 27. Als Oberst war er vom 14. Februar 1891 bis zum 17. August 1894 Kommandeur des 3. Garde-Regiments zu Fuß. Anschließend beauftragte man ihn unter Stellung à la suite des Regiments mit der Führung der 50. Infanterie-Brigade (2. Großherzoglich Hessische) in Darmstadt. Am 12. September 1894 wurde Bismarck Generalmajor und Kommandeur dieser Brigade. Er verstarb in Ausübung seines Dienstes.

### Familie
Er war seit 1876 mit Olga von Gersdorff (1855–1936) verheiratet, der Tochter des Premierleutnants Hugo von Gersdorff und Rittergutsbesitzers auf Petershain im Kreis Rothenburg und dessen Ehefrau Vally Marie Friederike Valeska geborene Gräfin von Pfeil und Klein Ellguth. Ihr Bruder war Landrat Kurt von Gersdorff. Nach Ulrich von Bismarcks Tod lebte seine Witwe in Niemitz-Kauffung an der Katzbach.
Aus der Ehe ging der Sohn Kurd (1879–1943), der Gabriele Freiin von Haerdtl (* 1886) heiratete, und die Tochter Olga (1881–1958) hervor. Sie war mit dem späteren Oberst im Großen Generalstab und Leiter der Abteilung Fremde Heere Leopold von Rauch (1876–1955) verheiratet.